# Linia Knesebecka
Linia Knesebecka (także: Knesebeckgrenze) – proponowana wschodnia granica Prus, której projekt przedstawił w 1813 gen. Karl Friedrich von dem Knesebeck.

## Charakterystyka
Po zajęciu Księstwa Warszawskiego przez cara Aleksandra I przedstawiciele Prus i Austrii domagali się zlikwidowania tego tworu politycznego. Pruski gen. Knesebeck opracował memoriał, w którym określił wschodnią granicę swego państwa na linii rzek: Pilica, Wisła, Narew i Niemen. Car zdystansował się od tej koncepcji.
W kolejnych latach projekt granicy Knesebecka wracał jako pomysł do politycznej realizacji: miało to miejsce m.in. w 1831, a szczególnie w czasie I wojny światowej.